# 100. Jäger-Division (Wehrmacht)
Die 100. Jäger-Division (100. JD) war ein Großverband des Heeres der deutschen Wehrmacht. Sie ging aus der 100. leichten Infanterie-Division hervor.
Sie wurde im Deutsch-Sowjetischen Krieg unter anderem in der Schlacht von Stalingrad eingesetzt. Die Infanterie-Division bestand überwiegend aus Österreichern. Der Division unterstand zusätzlich ein kroatisches Infanterie-Regiment.

## Geschichte
Einsatzgebiete
- Ostfront-Südabschnitt: Juli bis Oktober 1942
- Stalingrad: Oktober 1942 bis Januar 1943
- Jugoslawien: April bis Juli 1943
- Albanien: Juli 1943 bis März 1944
- Ostfront-Südabschnitt: März bis September 1944
- Ungarn und Schlesien: September 1944 bis Mai 1945

## 100. leichte Infanterie-Division

### Aufstellung
Am 10. Oktober 1940 wurde die Division auf dem Truppenübungsplatz Döllersheim als 100. leichte Infanterie-Division aufgestellt. Sie war Teil der 12. Aufstellungswelle.

### Unternehmen Barbarossa
Ab 1941 nahm die 100. Jäger-Division beim Überfall auf die Sowjetunion am Vormarsch entlang der Wisznia, über den Dnjestr und die Strypa teil.

## 100. Jäger-Division

### Aufstellung durch Umbenennung
Am 6. Juli 1942 erfolgte die Umgliederung in die 100. Jäger-Division.
Nachdem sie am Dnjepr, in Charkow und am oberen Donezk gekämpft hatte, kam die 100. Jäger-Division an die Miusfront. 
Im Jahr 1942 stieß die 100. Jäger-Division zum mittleren Don vor und bestritt Kämpfe bei Kalatsch und im großen Don-Bogen.

### Stalingrad
Nachdem die Division am 21. September 1942 den Befehl erhalten hatte, den Angriff der im Stadtzentrum kämpfenden deutschen Divisionen zu unterstützen, traf sie am 25./26. September auf dem Stalingrader Kriegsschauplatz ein.

#### Stahlwerk
Sie war in den folgenden Wochen bei den Kämpfen um das Stahlwerk „Roter Oktober“ im Einsatz.

#### Höhe 102 (Mamajew)
„Höhe 102“ (Mamajew-Hügel) und den Tatarenwall im Einsatz. In der durch Luftangriffe und Artilleriefeuer bereits stark zerstörten Stadt erlitt die Division vom ersten Tag an enorme Verluste. 

### Vernichtung
Anfang 1943 wurde die Jäger-Division im Kessel von Stalingrad vollständig vernichtet. 
Die 100. Jäger-Division war neben der 297. Infanterie-Division und der 44. Infanterie-Division eine der drei Stalingrad-Divisionen, die sich hauptsächlich aus Österreichern zusammensetzte.

### Wiederaufstellung 1943
Im März 1943 wurde die 100. Jäger-Division aus Truppen des Wehrkreises XVII (Wien) neu aufgestellt und nach Kroatien verlegt. 

### Verlegung nach Kroatien
Im Jahr 1944 wurde sie bei der Neuaufstellung gegen Partisanen und zur Küstensicherung in Albanien eingesetzt. 

### Verlegung nach Galizien
Danach wurde sie wieder an die Ostfront verlegt, um die Front in Galizien zu stabilisieren.

### Kapitulation
Im Frühjahr 1945 gingen die Reste nach Rückzugsgefechten in Schlesien und bei Trautenau in sowjetische Gefangenschaft.

## Gliederung
- Jäger-Regiment 54
- Jäger-Regiment 227
- verstärktes (kroatisches) Infanterie-Regiment 369
- Panzerjäger-Abteilung 100
- Aufklärungs-Abteilung 100
- Artillerie-Regiment 83
- Pionier-Bataillon 100
- Divisions-Nachrichten-Abteilung 100
- Divisions-Nachschubführer 100
- Feldersatz-Bataillon 100

## Personen
| Dienstzeit                                                    | Dienstgrad      | Name          |
| ------------------------------------------------------------- | --------------- | ------------- |
| 6. Juli 1942 bis 31. Januar 1943, danach Kriegsgefangenschaft | Generalleutnant | Werner Sanne  |
| 25. April 1943 bis 1. Januar 1945                             | Generalleutnant | Willibald Utz |
| 1.–31. Januar 1945                                            | Oberst          | Hans Kreppel  |
| 1. Februar bis Mai 1945                                       | Generalmajor    | Otto Schury   |

| Dienstzeit                                                    | Dienstgrad     | Name            |
| ------------------------------------------------------------- | -------------- | --------------- |
| 6. Juli 1942 bis 31. Januar 1943, danach Kriegsgefangenschaft | Major          | Wolfgang Henkel |
| 25. März 1943 bis 30. September 1944                          | Oberstleutnant | Jürgen Bennecke |
| 30. September 1944 bis 24. Januar 1945, im Einsatz gefallen   | Oberstleutnant | Karl Krückeberg |
| 10. Februar bis Mai 1945                                      | Major          | Johann Schmidt  |

### Ausgezeichnete Personen
Insgesamt wurden 46 Angehörige der 100. Jäger-Division mit dem Deutschen Kreuz in Gold ausgezeichnet und 12 mit dem Ritterkreuz. Folgende Personen erhielten eine Anerkennungsurkunde des Oberbefehlshabers des Heeres:
- Leutnant Heinzel, 16. Kp./IR 54 am 20. August 1941
- Feldwebel Holzmann, Zugführer 15. Kp./IR 54 am 20. August 1941
- Oberfeldwebel Gottfried Rock, Zugführer/JR 227 am 17. Oktober 1944

Ritterkreuzträger:
- Oberstleutnant Franz Weller, Regimentskommandeur JR 54, verliehen am 4. September 1941
- Generalleutnant Werner Sanne, Divisionskommandeur 100. JD, verliehen am 22. Februar 1942
- Oberst Franz Neibecker, Regimentskommandeur JR 227, verliehen am 16. Februar 1942
- Hauptmann Franz Klausgraber, Bataillonskommandeur III. Btl./JR 227, verliehen am 13. März 1942
- Rittmeister Hans-Günther Braun von Stumm, Führer Aufklärungs-Abtlg. 100, verliehen am 20. Juli 1942
- Hauptmann Otto Heger, Bataillonskommandeur II. Btl./JR 227, verliehen am 21. September 1944
- Leutnant Otto Schneider, Führer Pi.Kp./JR 54, verliehen am 28. Oktober 1944
- Oberleutnant Rudolf Kühnfels, Kompaniechef JR 54, verliehen am 9. Dezember 1944
- Oberleutnant Josef Wagner, Kompaniechef 1. Kp./JR 227, verliehen am 18. Februar 1945
- Oberjäger Adolf Grubinger, MG-Führer 9. Kp./JR 227, verliehen am 28. Februar 1945
- Oberjäger Friedrich Pein, Scharfschütze 2. Kp./JR 227, verliehen am 28. Februar 1945
- Oberjäger Josef Preiss, Gruppenführer 15. Kp./JR 227, verliehen am 20. April 1945

### Bekannte Divisionsangehörige
- Hans Fitzinger (1924–2015), war ein österreichischer Lehrer, Kommunalpolitiker, Musiker und Autor
- Heinrich Homann (1911–1994), war ein Politiker und Funktionär und von 1972 bis 1989 Vorsitzender der DDR-Blockpartei National-Demokratische Partei Deutschlands

## Funktion und Aufgaben
Die ursprünglich nur aus zwei Infanterie-Regimentern bestehende 100. Jäger-Division galt als Einheit der leichten Infanterie und war für den Kampf mit kleineren und beweglichen Kampfgruppen in schwierigem Gelände (Mittelgebirge, Sümpfe etc.) konzipiert. Aufgrund dieser Eignung fungierte sie als mittlere Einheit zwischen Gebirgsjägern und herkömmlicher Infanterie. Typisch für einen Verband der leichten Infanterie besaß die 100. Jäger-Division nur leichte Artillerie und transportierte einen Großteil ihres Gerätes mit Pferden. Die Soldaten der Division mussten sich einer harten Gefechtsausbildung unterziehen. Neben Österreichern als größter Volksgruppe dienten Schlesier in diesem Verband.